# Karen Stupples
Karen Stupples, född 6 juni 1973 i Dover i Kent, är en engelsk professionell golfspelare som spelar på den amerikanska LPGA-touren men hon är även medlem på Ladies European Tour.
Liksom många andra brittiska golfspelare studerade Stupples på ett amerikanskt universitet, Florida State University, där hennes huvudidrott var golf hos idrottsföreningen Florida State Seminoles. Hon representerade Storbritannien i Curtis Cup 1996 och 1998 och det året blev hon professionell efter att ha ställt upp i U.S. Women's Amateur Championship.
Hon kvalificerade sig för LPGA-touren för 1999 genom att komma på 52:a plats i 1998 års Final Qualifying Tournament. Hennes proffskarriär började ganska blygsamt och fram till och med 2003 hade hon placerat sig bland de tio bästa endast i ett fåtal tävlingar.
Hennes karriär tog fart 2004 då hon vann majortävlingen Weetabix Womens British Open. Det året hade hon även en serie topp tio-placeringar och när säsongen var slut så hade hon placerat sig sexa i penningligan. 2005 låg hon i delad ledning efter tre rundor i US Womens Open men hon föll tillbaka i resultatlistan den sista dagen. Hon deltog i det europeiska lag som förlorade Solheim Cup 2005.
Stupples är medlem i Royal Cinque Ports Golf Club i Kent.